# Kaduha
Kaduha är ett periodiskt vattendrag i Burundi.   Det ligger i provinsen Ruyigi, i den centrala delen av landet, 120 kilometer öster om huvudstaden Bujumbura.
I omgivningarna runt Kaduha växer huvudsakligen savannskog. Runt Kaduha är det ganska glesbefolkat, med 32 invånare per kvadratkilometer.